# وريد ألوي علوي
الوريد الألوي العلوي (أو الأوردة الألوية) هي أوردة مرافقة للشريان الألوي العلوي، وتقوم هذه الأوردة باستقبال روافد من الأليتين وترافق هذه الأوردة فروع من الشريان الألوي العلوي، وتدخل الحوض عبر الثقبة الوركية الكبيرة أعلى العضلة الكمثرية وتتحد دائمًا مع بعضها قبل أن تنتهي بالوريد الخثلي لتصب في النهاية في الوريد الحرقفي الغائر.